# 日本音楽の生と死
『日本音楽の生と死』（にほんおんがくのせいとし）は、1968年11月23日に毎日放送が制作し、
NET(日本教育テレビ)系列で放送された、日本の音楽ドキュメンタリー番組である。カラー放送。
作曲家黛敏郎の音楽文化論を番組化、自ら企画・構成・脚本・解説を担当。
明治百年記念芸術祭参加作品。第23回芸術祭奨励賞(テレビドキュメンタリー部門)を受賞。
後に英語版も制作され、翌年(1969年)の国際エミー賞のドキュメンタリー部門で入賞
。
以下の文は、書籍『毎日放送50年史』(2001年毎日放送発行)の当番組について記してある文面(120ページ)、
及び放送日の朝日新聞 東京版及び大阪版共に朝刊 P.9 テレビ欄 番組表及び番組紹介記事（朝日新聞クロスサーチにて閲覧）を基に記載したものである。

## 概要
古代から現代までの日本音楽の歴史を系統づけながら、音楽を通じて、日本の社会や思想の変遷を探り、それを生み出した社会的背景を分析し、将来どうあるべきかを考える、カラーフィルムによるドキュメンタリー番組。

## 番組内容
朝日新聞 1968年11月23日 東京版朝刊 P.9 テレビ欄 番組紹介記事（朝日新聞クロスサーチにて閲覧）に詳細が明記されているので、それに基いて記載。

### 構成
全部で4楽章の形式となっている。
- 第1楽章:「現代の混乱」 日本音楽の現代ルポ
- 第2楽章:「自然と日本人」 外来文化渡来前の太古の音楽の姿
- 第3楽章:「生と死」 特に、浄土思想流入後の日本音楽を取り上げる
- 第4楽章:「生の復活」 将来の日本音楽の展望

### 番組内で取り上げる音楽
- 神楽
- 農耕歌
- 仏教歌
- 雅楽
- 民謡
- 歌謡曲
- グループサウンズ

### 取材場所
北は青森県北端の大間崎から、南は鹿児島県奄美大島まで、全国70ケ所を200日掛かりで取材した。

## 番組の企画立ち上げから放送後までのエピソード
黛が1967年のある日、毎日放送専務(当時)の永松徹に、日本音楽の源流を、現在の視点から探る仕事をしてみたいという意向を伝え、永松はそれを聞き即座に翌年の芸術祭参加番組ということで番組制作を決意。この即決に黛は驚いたが、永松は「やろうと決めたら、良い作品を作って欲しい。
時間やお金の心配はいらない、芸術祭で賞を取らなくてもいい、自身が会心の仕事だと誰にでも言える仕事をしてくれればいい。」と続け、番組の制作が開始。300余日の制作日数をかけて仕上げたという。
しかしこの番組の放送後の翌月(12月)6日に永松が急逝。その社葬に当り黛は、「我が国の文化が、巨大な怪物の様な商業主義の浸蝕を受けて時代に情けない状況になりつつある現在に於いて、文化的に意義のある仕事ならば、ある程度採算を度外視してでもやるべきだという強い信念と実行力を持つ経営者・事業家は本当に貴重。永松さんはその典型の様な方だった。」と献詞を読み上げたという。
その後、この番組は第23回芸術祭奨励賞(テレビドキュメンタリー部門)を受賞。更には英語版も制作され、それは翌年(1969年)の3月20日に、国際エミー賞のドキュメンタリー部門で入賞を果たした。